# Lhok Dagang
Lhok Dagang is een bestuurslaag in het regentschap Bireuen van de provincie Atjeh, Indonesië. Lhok Dagang telt 375 inwoners (volkstelling 2010).